# Aborcja w Salwadorze
Aborcja w Salwadorze – od 1998 salwadorskie prawo zabrania przerywania ciąży bez względu na okoliczności. Kobiecie, która sama przerywa swoją ciążę lub zezwala na jej przerwanie przez inną osobę grozi kara od dwóch do ośmiu lat więzienia. Takiej samej karze podlega osoba przeprowadzająca zabieg aborcji za zgodą kobiety. Za usunięcie ciąży bez zgody kobiety grozi od czterech do ośmiu lat więzienia. Gdy sprawca jest pracownikiem służby zdrowia kara wynosi od sześciu do dwunastu lat. Kobieta ciężarna nie jest karana, jeśli do poronienia doszło wskutek jej nieuwagi. Zakaz przerywania ciąży jest potwierdzony przez odpowiedni zapis w konstytucji kraju.

## Historia
Kodeks karny z 1956 roku zabraniał aborcji bez względu na okoliczności, jednak przerwanie ciąży dokonane dla ratowania życia matki mogło być uznane za legalne jako działanie w stanie wyższej konieczności.
W 1973 roku zalegalizowano aborcję w trzech wypadkach:
- gdy ciąża zagrażała życiu matki
- gdy ciąża powstała w wyniku gwałtu lub seksu z nieletnią
- gdy u płodu wykryto poważne wady wrodzone.

Debata na temat całkowitego zakazu aborcji rozpoczęła się na początku lat 90. XX wieku. W 1993 roku ogłoszono 28 grudnia (wspomnienie Świętych Młodzianków w Kościele katolickim) Dniem nienarodzonego. W 1997 Narodowy Sojusz Republikański (ARENA) złożył projekt wprowadzenia bezwzględnego zakazu przerywania ciąży. 25 kwietnia 1997 projekt został przyjęty przez parlament większością 61 spośród 84 głosów.
Nowy kodeks karny wszedł w życie 20 kwietnia 1998. W styczniu 1999 roku przyjęto nowelę konstytucyjną przewidująca ochronę życia człowieka od momentu poczęcia.